# Yksipetäjäsaari (ö i Nellimöjärvi, Enare)
Yksipetäjäsaari, nordsamiska: Oovtpeesisuáloi, är en ö i Finland. Den ligger i sjön Nellimöjärvi och i kommunen Enare i den ekonomiska regionen Norra Lappland och landskapet Lappland, i den norra delen av landet, 1 000 km norr om huvudstaden Helsingfors. Öns area är omkring 160 kvadratmeter och dess största längd är 20 meter i öst-västlig riktning.